# JFire
JFire est un progiciel de gestion intégré (ERP) et système de gestion de la relation client (CRM).
Le système est écrit entièrement en Java et est basé sur Java EE 5 (initialement J2EE), JDO 2, Eclipse RCP 3. De ce fait, tant le client que le serveur peuvent aisément être étendus et personnalisés en fonction des besoins de l'entreprise.

## Histoire
Lors de sa première sortie, en janvier 2006, il a reçu l'attention de la communauté d'Eclipse à travers le magazine allemand Eclipse qui écrivit un article en mai 2006. Le projet a été invité à la EclipseCon de 2006 et le magazine indien Eclipse publié un article en décembre 2006. En avril 2007, le projet JFire a été invité au forum européen Eclipse, où la BRIT team a été impressionnée par son Workflow Builder.